# 웨이크 우드
《웨이크 우드》(영어: Wake Wood 혹은 영어: The Wake Wood)는 아일랜드와 영국에서 제작한 데이비드 키팅 감독의 2009년 초자연 공포 영화이다. 에이든 길런, 이바 버시슬, 티머시 스폴 등이 출연하였다.

## 줄거리
딸이 저먼 셰퍼드에게 물려 죽은 뒤 패트릭과 루이즈 데일리 부부는 웨이크우드로 이사한다. 데일리 부부는 우연히 동료 수의사 아서가 죽은 지 1년이 지나지 않은 사람을 3일간 되살리는 이교도 의식을 치르는 모습을 훔쳐본다. 이 주술은 이 마을 안에서만 효력이 있어 되살아난 자가 마을 경계를 벗어나는 순간 신체가 훼손되고 다시 죽음의 상태로 돌아가게 된다.
데일리 부부는 죽은 지 1년이 지난 자를 되살려서는 안 된다는 규율을 무시하고 자신들도 이를 시도하기로 결정한다. 부부는 딸의 무덤을 도굴하여 손가락을 잘라내고 목걸이를 빼낸 뒤 막 죽은 이웃의 시체를 이용하여 딸을 살려낸다. 부부가 규율을 깬 탓에 살인귀로 변모한 딸은 주민과 가축을 마구잡이로 살해한다.
부부는 결국 딸을 다시 땅에 묻는다. 이때 부부의 기만에 대한 인과응보로, 임신 중이던 루이즈가 지하로 끌려들어가 사망한다.
패트릭은 다시 한 번 의식으로 아내를 되살려 아내의 출산을 감행한다.

## 출연
- 에이든 길런 - 패트릭 데일리 역
- 이바 버시슬 - 루이즈 데일리 역
- 티머시 스폴 - 아서 역
- 루스 매케이브 - 페기 오셰이 역
- 브리언 글리슨 - 마틴 오셰이 역
- 댄 고든 - 믹 오셰이 역